# Saison 2009 de l'équipe cycliste Roubaix Lille Métropole
La saison 2009 de l'équipe cycliste Roubaix Lille Métropole est la troisième de cette équipe.

## Préparation de la saison 2009

### Arrivées et départs
| Arrivées         | Équipe 2008           |
| ---------------- | --------------------- |
| Gil Suray        | Cycle Collstrop       |
| Fabien Taillefer | USSA Pavilly Barentin |

| Départs             | Équipe 2009                                 |
| ------------------- | ------------------------------------------- |
| Aivaras Baranauskas | EC Raismes Petite-Forêt La Porte du Hainaut |
| Jean-Marc Bideau    | Bretagne-Schuller                           |
| Denis Robin         | Directeur sportif Wilo-Agem 72              |

## Coureurs et encadrement technique

### Effectif

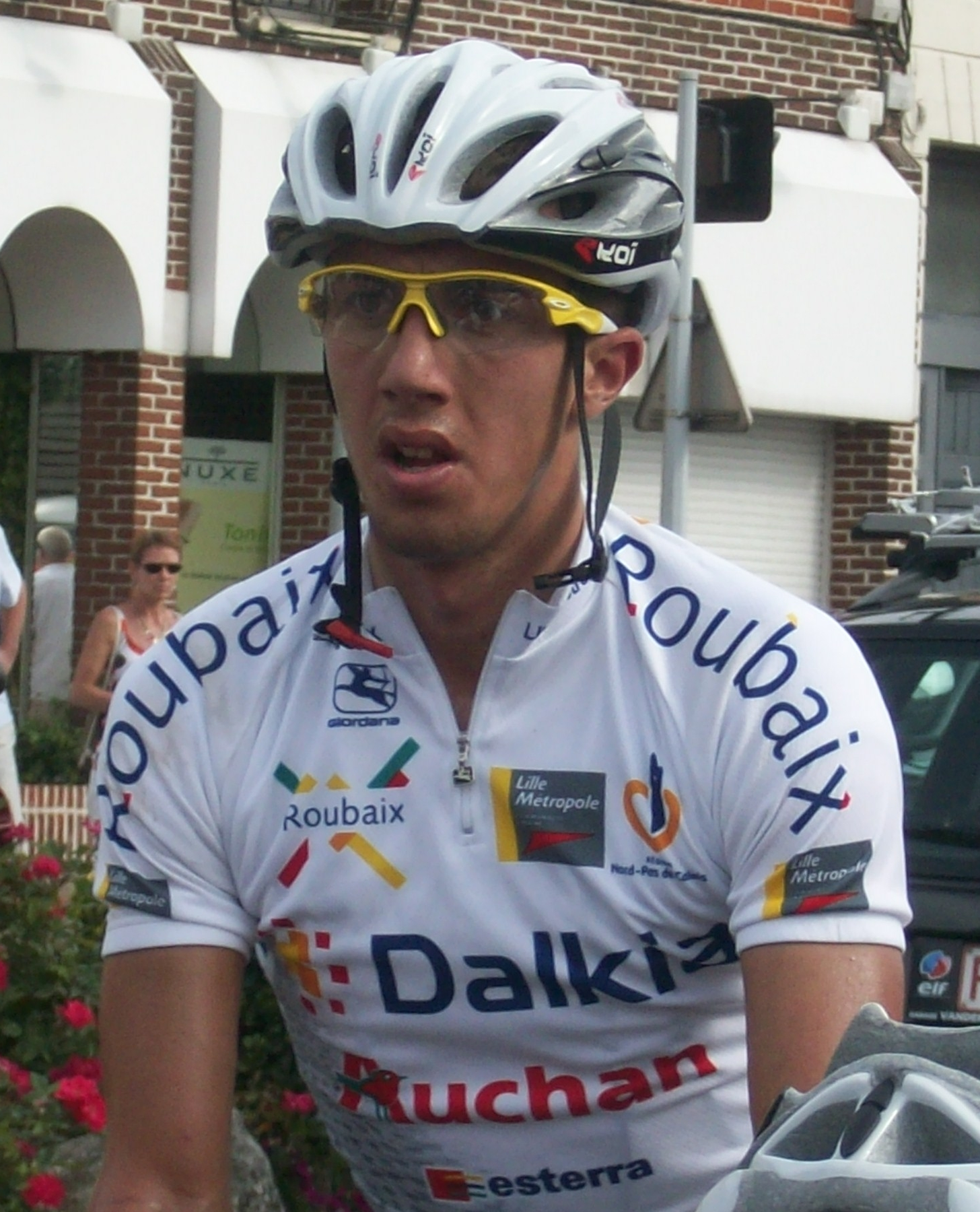
Fabien Taillefer avec le maillot de l'équipe en 2009.

| Cycliste         | Date de naissance | Nationalité | Équipe 2008             |
| ---------------- | ----------------- | ----------- | ----------------------- |
| Pierre Cazaux    | 7 juin 1984       | France      | Roubaix Lille Métropole |
| Bastien Delrot   | 1er mai 1986      | France      | Roubaix Lille Métropole |
| Florian Guillou  | 29 décembre 1982  | France      | Roubaix Lille Métropole |
| Mickaël Larpe    | 30 août 1985      | France      | Roubaix Lille Métropole |
| Alexandre Lemair | 25 octobre 1988   | France      | Roubaix Lille Métropole |
| Paul Moucheraud  | 14 septembre 1980 | France      | Roubaix Lille Métropole |
| Gil Suray        | 29 août 1984      | Belgique    | Cycle Collstrop         |
| Fabien Taillefer | 21 août 1989      | France      | USSA Pavilly Barentin   |
| Steven Tronet    | 14 octobre 1986   | France      | Roubaix Lille Métropole |
| Florian Vachon   | 2 janvier 1985    | France      | Roubaix Lille Métropole |

## Bilan de la saison

### Victoires
| Date       | Course                                            | Pays   | Classe | Vainqueur        |
| ---------- | ------------------------------------------------- | ------ | ------ | ---------------- |
| 23/08/2009 | Championnat de France sur route espoirs           | France | CN     | Alexandre Lemair |
| 27/09/2009 | 3e étape du Tour du Gévaudan Languedoc-Roussillon | France | 2.2    | Florian Vachon   |

### Classement UCI

#### UCI Europe Tour
L'équipe Roubaix Lille Métropole termine à la quarante-cinquième place de l'Europe Tour avec 374 points. Ce total est obtenu par l'addition des points des huit meilleurs coureurs de l'équipe au classement individuel, cependant seuls sept coureurs sont classés.
| Rang | Coureur          | Points |
| ---- | ---------------- | ------ |
| 164  | Mickaël Larpe    | 93     |
| 197  | Florian Vachon   | 79     |
| 321  | Florian Guillou  | 50     |
| 323  | Steven Tronet    | 50     |
| 341  | Alexandre Lemair | 47     |
| 345  | Pierre Cazaux    | 47     |
| 929  | Bastien Delrot   | 8      |